# Numerius Fabius Buteo
Pour les articles homonymes, voir Fabius Buteo et Buteo (homonymie).
Numerius Fabius Buteo, frère de Marcus Fabius Buteo (consul en 245 av. J.-C.) est un homme politique de la République romaine du IIIe siècle av. J.-C. Il appartient à l'illustre gens patricienne des Fabii.

## Biographie
Les sources antiques ne fournissent que peu de renseignements sur lui.
Il est consul en 247 av. J.-C. durant la première guerre punique, et commande des opérations d'investissement du port de Drépane (actuellement Trapani), une des dernières bases carthaginoises de Sicile. Il s'empare de l'îlot Pelias et comble le détroit entre cette île et le rivage par une levée qui permet d'approcher les murailles de Drépanum du côté de la mer, là où elles sont moins puissantes. Cette action, que Polybe néglige de signaler dans son récit de la guerre, ne fait toutefois pas progresser le siège de Drepanum, qui dure jusqu'à la fin de la guerre en 241.
Il est choisi comme maître de cavalerie par Lucius Caecilius Metellus en 224 av. J.-C., avec qui auparavant il avait été consul en 247 av. J.-C., lorsque celui-ci est nommé dictateur pour s'occuper des élections des nouveaux consuls.